# People (tạp chí)
People, tên gốc là People Weekly là một tuần báo của Mỹ chuyên viết về những người nổi tiếng. Tạp chí này được xuất bản bởi một chi nhánh thuộc tập đoàn truyền thông Time Warner. Nó còn được biết đến nhờ những ấn bản thường niên công bố danh sách Những người đẹp nhất, Những người ăn mặc đẹp nhất và Những người đàn ông đương thời hấp dẫn nhất.
Năm 2006, nó có số lượng phát hành 3,75 triệu bản. Doanh thu của tạp chí ước tính 1,5 tỷ đô la/năm. Tháng 10 năm 2005, tạp chí được Advertising Age chọn là "Tạp chí của năm".
Tạp chí này có một ban biên tập duy nhất tại Los Angeles, Mỹ. Gần đây, vì lý do kinh tế, văn phòng ở New York, Austin, Miami, Chicago và London đã phải đóng cửa.

## Lịch sử
People được sáng lập bởi Dick Durrell và Matthew Maynard, ban đầu như một phụ san của tờ Time (Thời báo). Số đầu tiên ra ngày 4 tháng 3 năm 1974 với ảnh nữ diễn viên Mia Farrow trên bìa. Khi đó, chỉ có bìa tạp chí được in màu, còn lại là đen trắng. Năm 1996, tạp chí ra ấn bản tiếng Tây Ban Nha, People en Español. Năm 1998, tạp chí ra tờ Teen People nhằm vào độc giả lứa tuổi thanh thiếu niên, ấn bản này tồn tại trong vòng 8 năm trước khi bị ngừng đột ngột vào năm 2006. Năm 2002, tạp chí ra thêm tờ People Stylewatch chuyên khai thác phong cách thời trang và sắc đẹp của những người nổi tiếng.